# Demonax flavescens
Demonax flavescens là một loài bọ cánh cứng trong họ Cerambycidae.